# Henriette Charlotte Warberg
Henriette Charlotte Warberg, född Boström 1831, död 18 december 1878 i Stockholm, var en svensk porträtttecknare.
Hon var gift med kommendören Johan Emil Warberg. Det finns inga kända uppgifter om hennes konstnärliga utbildning. Man hon utförde charmfulla teckningar som tyder på att hon fått en viss skolning även om en del konstkännare anser att teckningarna är lite torra. Hon är representerad vid Uppsala universitetsbibliotek med ett flertal porträtt och i Svenska porträttarkivet omnämns ett porträtt av biskop Henrik Gustaf Hultman. Under 1850- och 1860-talen medverkade med flera porträtt vid Konstakademiens utställningar och hon var representerad med ett porträtt av fru E Plagemann i Föreningen Svenska Konstnärinnors utställning i Stockholm 1911. Hennes konst består nästan uteslutande av porträtt utförda i blyerts eller akvarell.